# Calvaire d'Audinghen

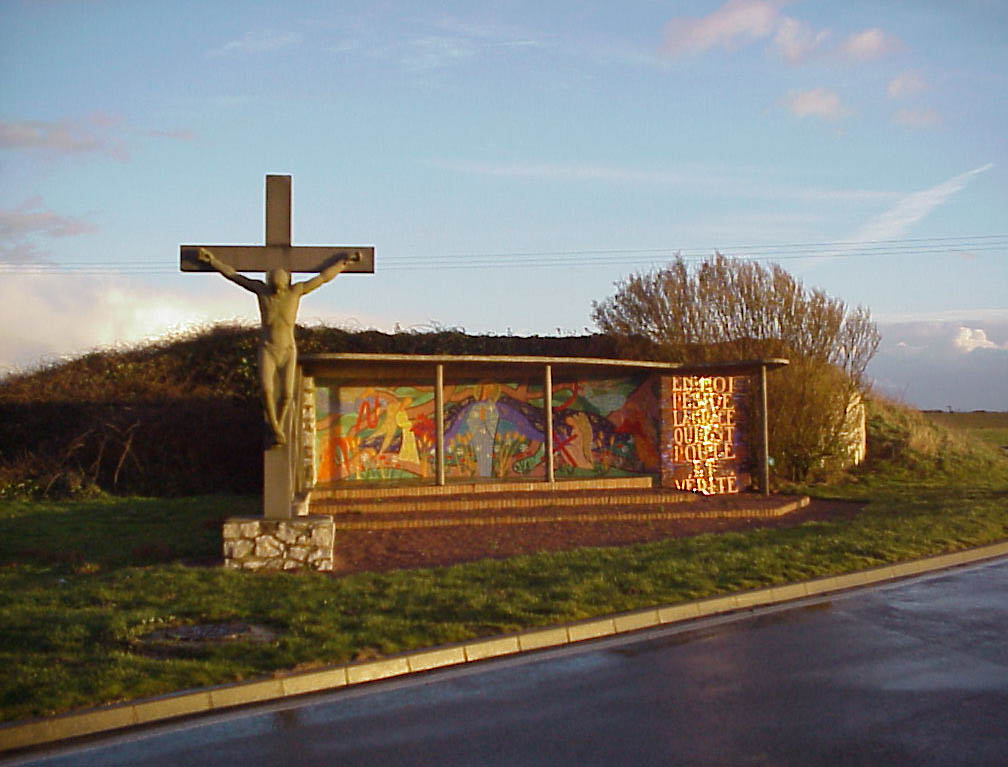
Calvaire d'Audinghen

De Calvaire d'Audinghen is een devotiekapel nabij de tot het Franse departement Pas-de-Calais behorende plaats Audinghen.
Het betreft een halfoverdekte kapel met een groot en kleurig mozaïek voorstellende Onze-Lieve-Vrouw. Vooruitgeschoven is een kruisbeeld aangebracht. De kapel werd ontworpen door Geneviève d'Andréis.